# Walentin Tichonowitsch Urjupin

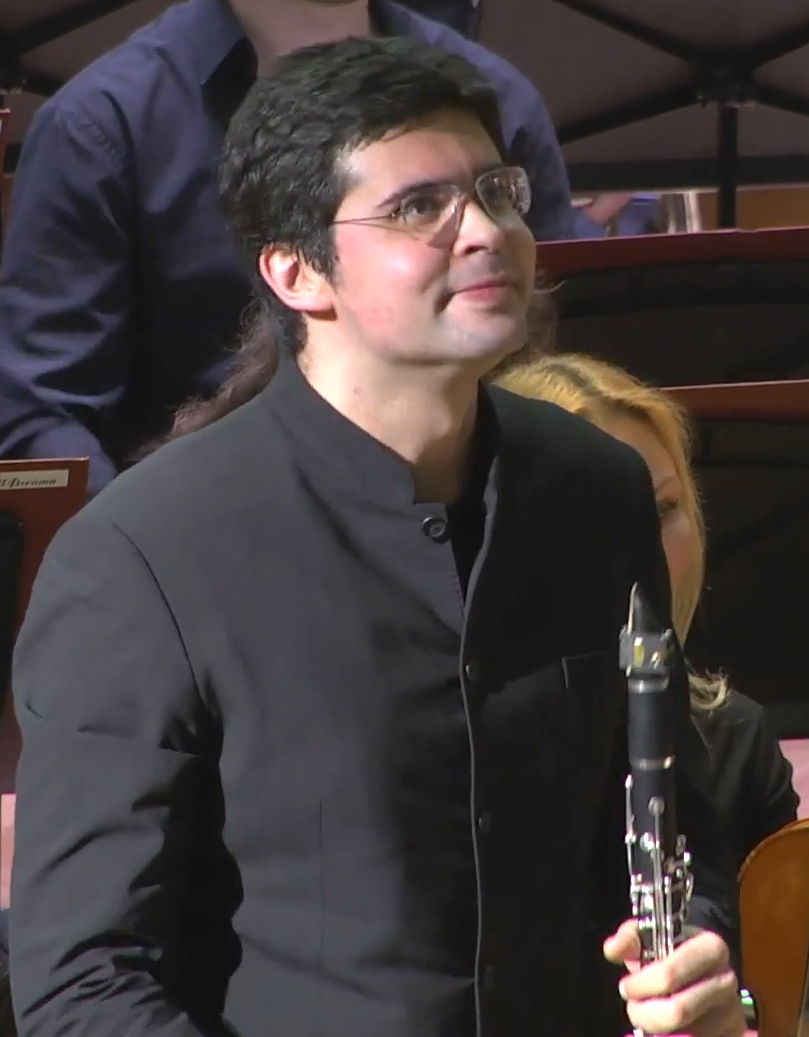
Walentin Urjupin (2019)

Walentin Tichonowitsch Urjupin (russisch Валентин Тихонович Урюпин; geboren am 11. Dezember 1985 in Losowa, Ukraine) ist ein russischer Klarinettist und Dirigent.

## Leben und Wirken
Walentin Urjupin studierte an der Zentralen Musikschule Moskau und am Moskauer Konservatorium, zunächst Klarinette bei unter anderem  Jewgeni Petrow, danach Dirigieren bei unter anderem Gennadi Roschdestwenski sowie im Rahmen eines Meisterkurses bei Kurt Masur.
Als Klarinettist gewann Urjupin zahlreiche Wettbewerbe und wurde weltweit zu Konzerten eingeladen. Er gab Meisterkurse in Russland, Europa, den USA, Japan und Singapur.
Als Dirigent wirkte er zunächst als Assistent von Waleri Gergijew und Wladimir Jurowski. 2007 gründete er in Moskau das Arpeggione Orchestra. Von 2008 bis 2011 war er erster Gastdirigent eines Jugendorchesters in Charkiw. Von 2011 bis 2019 wirkte er regelmäßig als Kapellmeister des MusicAeterna Orchesters an der Oper Perm. Von 2015 bis 2021 war er Chefdirigent des Rostov Symphony Orchestra in Rostow am Don, mit dem er internationale Gastspiele unternahm.
Darüber hinaus konzertierte Urjupin mit Orchestern wie den Sankt Petersburger Philharmoniker, dem Russischen Nationalorchester und zahlreichen weiteren russischen Sinfonieorchestern, dem SWR Symphonieorchester, dem Radio-Symphonieorchester Wien, dem Deutschen Symphonie-Orchester Berlin, dem Dänischen Radio-Sinfonieorchester, dem RTÉ National Symphony Orchestra in Dublin, der George Enescu Philharmonie in Bukarest, dem Orchestra della Svizzera italiana, dem Tokyo Symphony Orchestra und dem Neuen Philharmonieorchester Japan.
Als Operndirigent wirkte er unter anderem am St. Petersburger Mariinski-Theater, am Teatro Real in Madrid, an der Griechischen Nationaloper, am Teatro Massimo Palermo, am Teatro Comunale di Bologna, am Badischen Staatstheater Karlsruhe und an der Berliner Staatsoper unter den Linden (Carmen 2024). In der Spielzeit 2019/20 debütierte er an der Staatsoper Stuttgart mit Prokofjews Die Liebe zu den drei Orangen.
2022 wurde er von den Bregenzer Festspielen eingeladen, die Giordano-Oper Siberia im Festspielhaus einzustudieren, ebenfalls war er beim Lucerne Festival und bei den Tiroler Festspielen Erl zu Gast.

## Preise
- 2015: Russian Conducting Competition, Moskau
- 2016: 3. Preis beim Gustav-Mahler-Dirigentenwettbewerb der Bamberger Symphoniker, Dritter Preis
- 2017: Gewinner des  8. internationalen Dirigentenwettbewerb Sir Georg Solti in Frankfurt am Main

Quelle: 